# Cornelis de Jode

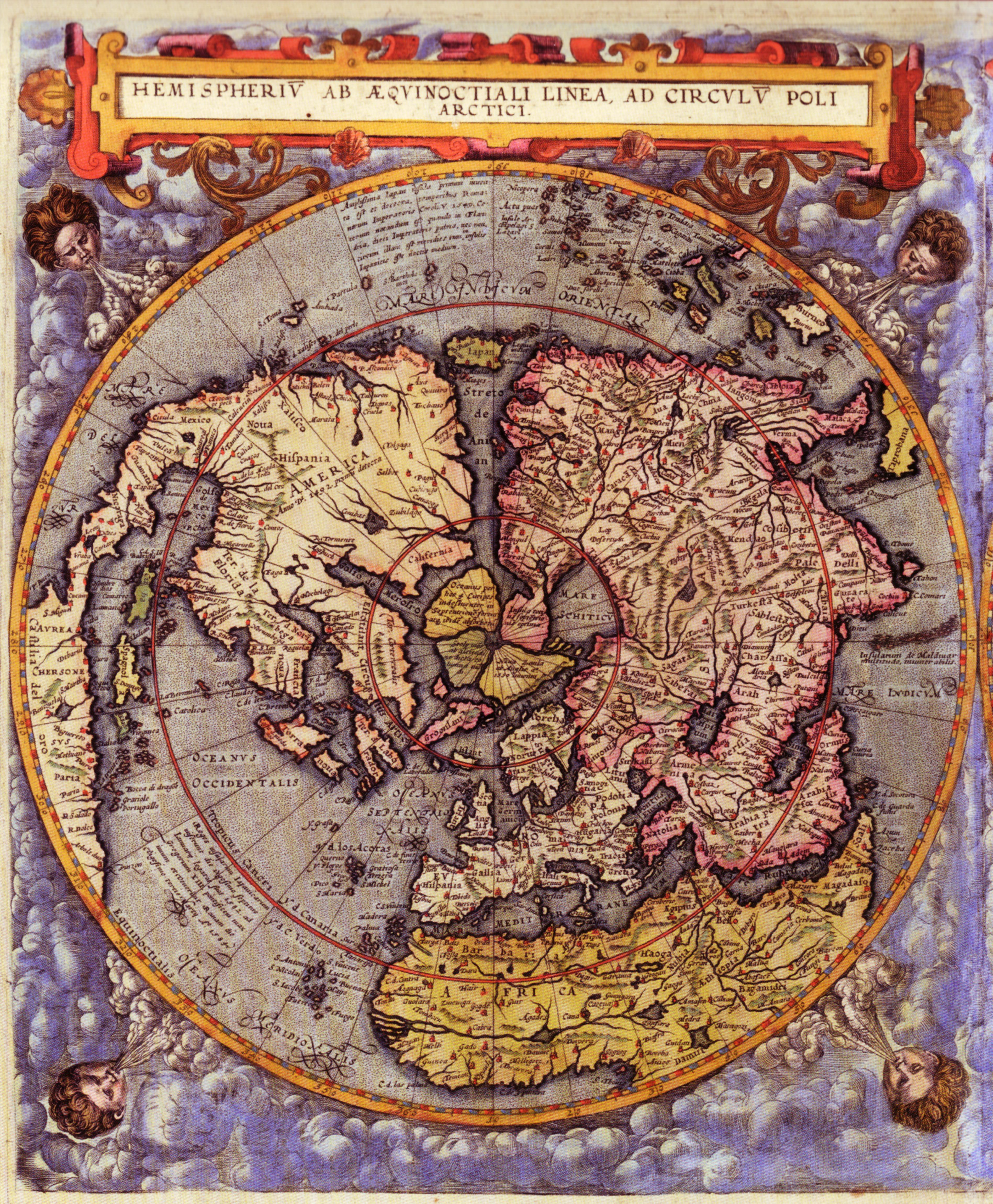
Mapa de l'hemisferi nord del Speculum Orbis Terrae, 1593, obra del pare de C. de Jode.

 Cornelis de Jode  (Anvers, 1568 - Mons, 1600), va ser un gravador, cartògraf i editor flamenc, fill i continuador de Gerard de Jode i pare del també gravador Pieter de Jode.
Cornelis va cursar estudis científics a l'«Acadèmia» de Douai, segons feia constar a l'estampar la seva signatura al mapa  Totius Orbis cognitius  de 1589. A la mort del seu pare, el 1591, va continuar i completar l'atles que havia deixat incomplet, encarregant-se de la seva publicació el 1593 amb el títol  Speculum Orbis Terrae . La nova edició constava de 109 mapes enfront dels 65 del  Speculum Orbis Terrarum  editat pel seu pare el 1578, però com ja havia passat amb aquell tampoc va aconseguir assolir la fama del  Theatrum  d'Abraham Ortelius i mai va ser reeditat.
A part del seu treball com a editor de mapes, va realitzar gravats de temes històrics i religiosos, entre ells un  Triomf Romà  sobre un dibuix de Martin van Heemskerck i una  Crucifixió  de format gran segons Michael Bryan,
En 1594 va publicar un tractat de geometria,  De Quadrante Geomètric Libellus . Segons el seu epitafi, abans de la seva mort prematura havia viatjat molt, visitant Noruega, Dinamarca, Islàndia, Espanya i Itàlia.